# اس‌ام یوسی-۶۶
اس‌ام یوسی-۶۶ (به انگلیسی: SM UC-66) یک زیردریایی بود که طول آن ۱۶۵ فوت ۲ اینچ (۵۰٫۳۴ متر) بود. این زیردریایی در سال ۱۹۱۶ ساخته شد.